# La Cigale
La Cigale (en español, La Cigarra) es una sala de teatro y de conciertos ubicada en el 120 Bulevar Marguerite-de-Rochechouart, cerca de la Plaza Pigalle, en el XVIII Distrito de París, Francia. El teatro es parte de un complejo que está conectado con Le Trabendo y Boule Noire. La sala tiene capacidad para 1.389 personas (para conciertos donde el público está de pie) o 954 personas (para espectáculos con todo el público sentado). El piso de la orquesta tiene una plataforma adaptable que puede inclinarse y elevarse a través de un sistema hidráulico.
Desde 1988 La Cigale hospeda el The Inrockuptibles Festival. También alberga el Factory Festival.

## Historia
La Cigale se construyó en 1887 en el sitio del antiguo cabaret Boule Noire, que fue demolido para dar cabida al nuevo teatro. En aquellos días tenía espacio para unas 1.000 personas y presentaba montajes teatrales.
En 1894, el teatro fue remodelado y ampliado por el arquitecto Henry Grandpierre, mientras que Adolphe Leon Willette agregó un fresco en el techo. Durante este período contó con actuaciones de Mistinguett, Maurice Chevalier, Yvonne Printemps, Arletty, Raimu y Max Linder.
Desde 1920, la sala se dedicó a exhibir operetas, vodevil y veladas avant garde con Jean Cocteau. Se abrió un cabaret en el sótano de las instalaciones en 1924, pero solo duró tres años, cuando fue reemplazado temporalmente por una pequeña sala de música llamada La Fourmi (La Hormiga).
En 1940, La Cigale se convirtió en una sala de cine especializada en cintas de explotación (películas de Kung-fu, de serie B) y, más tarde, películas X.
En 1981, el vestíbulo y auditorio del teatro fueron clasificados como Monumento histórico de Francia el 8 de diciembre.
En 1987, La Cigale de nuevo como teatro y sala de conciertos fue reabierta por Les Rita Mitsouko junto con Jacques Renault y Fabrice Coat, dos extraficantes de chatarra y cofundadores de la famosa discoteca parisina Les Bains Douches. Se modernizó el auditorio y se agregó un nuevo sistema hidráulico. El interior fue redecorado por Philippe Starck, mientras que Corinne Mimram fue nombrada Directora de Arte y Música.
El año 2007, La Cigale se asoció con la empresa de telecomunicaciones francesa SFR durante dos años y el nombre se cambió oficialmente a La Cigale SFR.
En enero de 2011, Jean-Louis Menanteau se convirtió en el nuevo director general.

## Presentaciones
Algunos artistas escénicos y músicos que se han presentado en La Cigale incluyen:
| - Adele - The Allman Brothers Band - Angels & Airwaves - Angerme - Babymetal - Banks - Jenifer Bartoli - Jeff Beck - Behemoth - Birdy Nam Nam - Blur - Carpenter Brut - Jimmy Buffett - °C-ute - Manu Chao - Chinese Man - Eric Clapton - Coldplay - The Dandy Warhols - Mac DeMarco - Dido - Diego Torres - Dir En Grey - Dub Incorporation - Jango Edwards - Elephanz - Europe - F.T. Island - Franz Ferdinand - Dave Gahan | - Ghost - Gorillaz - Johnny Hallyday - Sophie Hunger - Iggy Pop - Norah Jones - Stacey Kent - Kokia - L'Impératrice - Litfiba - Lush - -M- - Marillion - Massive Attack - Kylie Minogue - The Moody Blues - Willy Moon - Jason Mraz - Elliott Murphy - Muse - Noir Désir - Claude Nougaro - Oasis - Okean Elzy - Page & Plant - Pierre Palmade - Panic! at the Disco - Paramore - Parkway Drive | - Placebo - Plastiscines - Daniel Powter - Prince - Pulp - R5 - Radiohead - Red Hot Chili Peppers - Les Rita Mitsouko - Mark Ronson - SebastiAn - The Servant - Troye Sivan - Sleater-Kinney - Status Quo - The Stone Roses - Superbus - Supergrass - Sunmi - Charles Trenet - Bonnie Tyler - Ulver - Vitaa - Les Wampas - Kim Wilde - Johnny Winter - The Wombats - Wriggles - Zemfira - Julie Zenatti |